# Marie-Christine Caron
Marie-Christine Caron (17 juni 1959) is een Belgische voormalige atlete, die gespecialiseerd was in het hordelopen en de meerkamp. Zij veroverde drie Belgische titels.

## Loopbaan
Caron werd in 1980 voor het eerst Belgisch kampioene op de vijfkamp. In 1981 en 1985 veroverde ze twee titels op de zevenkamp.
Caron was aangesloten bij Hermes Club Oostende.

## Belgische kampioenschappen
| Onderdeel | Jaar       |
| --------- | ---------- |
| vijfkamp  | 1980       |
| zevenkamp | 1981, 1985 |

## Persoonlijke records
Outdoor
| Onderdeel    | Prestatie | Wind (m/s) | Datum                 | Plaats |
| ------------ | --------- | ---------- | --------------------- | ------ |
| 200 m        | 24,9 s    |            | 1979                  |        |
| 100 m horden | 13,9 s    |            | 1979                  |        |
| 400 m horden | 58,3 s    |            | 1980                  |        |
| verspringen  | 5,91 m    |            | 1983                  |        |
| kogelstoten  | 13,25 m   |            | 1981                  |        |
| zevenkamp    | 5507 p    |            | 3 en 4 september 1982 | Longwy |

## Palmares

### 400 m horden
- 1981:  BK AC – 60,80 s

### kogelstoten
- 1981:  BK AC – 12,82 m

### vijfkamp
- 1980:  BK AC – 3954 p

### zevenkamp
- 1981:  BK AC – 5336 p
- 1985:  BK AC – 5136 p